# آبشار پودیکامب
آبشار پودیکامب (به انگلیسی: Puddicombe Falls) آبشاری است که در همیلتون (انتاریو)، کانادا واقع شده و ارتفاع کلی ریزشگاه آن ۶ متر (۲۰ فوت) است.